# 1896년 공황
1896년 공황(Panic of 1896)은 은화자유주조 정책으로 인한 여파와 금본위제에 대한 우려로 인해 나타난 미국의 경기후퇴이다. 1896년 미국 대통령 선거에서 윌리엄 매킨리가 당선되면서 증권 시장에 디플레이션이 닥쳐 왔다. 시카고에 소재한 일리노이주 국가은행의 파산이 이 시기 일어났으며, 아돌프 루트게르트 살인사건도 이 공황으로 인해 일어났다. 이 공황 시기 동안 콜머니가 125%에 달하면서 남북전쟁 시기 이후 가장 높은 수준에 도달했다.

## 같이 보기
- 주가 대폭락

## 참고 문헌
- Loerzel, Robert (2003). 《Alchemy of Bones: Chicago's Luetgert Murder Case of 1897》. Urbana: University of Illinois Press. ISBN 0-252-02858-9.